# اسپس (اسطوره)
اِسپِس، در اساطیر روم، ایزدبانو یا الههٔ امیدواری بود. او به‌طور سنتی به عنوان «آخرین ایزدبانو» معرفی می‌گردید و در این کسوت با نام اسپس اولتیما دئا خوانده می‌شد. این لقب به این دلیل بر وی اطلاق می‌شد که امید، بعنوان آخرین مرجع و مأوای قابل دسترسی برای انسان مطرح بود.
معبدی خاص این ایزدبانو در فوروم هولیتوریوم وجود داشت.
در آثار هنری، اسپس را به شکل زنی به تصویر کشیده‌اند که دامن خویش را گره زده‌است و در همان حال یک کورنوکوپیا [شاخی توخالی به شکل قیف، که اهمیت اسطوره‌ای داشت و گاه شاخ نیکبختی خوانده می‌شد] و تعدادی گل در دست دارد.
اسپس، در مواقعی همچون برداشت محصول خوب، و همین‌طور برای کودکان، تجسم بهروزی و امیدواری بود و در تولدها، ازدواج‌ها، و دیگر وقایع مهم مورد ارجاع و استناد قرار می‌گرفت.
معادل یونانی او، الپیس بود.

## معبد
طبق نوشته‌های تیتوس لیویوس، صاحب کتاب از پیدایش روم، معبدی متعلق‌به اسپس در خارج محدودهٔ شهر روم وجود داشته است.

## پانوشت
1. ↑  تیتوس لیویوس. از پیدایش روم. ج. دوم. صص. گفتار ۵۱.